# Hans Schadewaldt
Hans Schadewaldt (né le 7 mai 1923 à Cottbus et mort le 21 août 2009 à Düsseldorf) est un médecin et historien de la médecine allemand.

## Biographie
Schadewaldt étudie la médecine et l'histoire à l'Université Eberhard Karl de Tübingen, à l'Université de Wurtzbourg et à l'Université de Königsberg. Entre-temps, il sert dans la marine pendant la Seconde Guerre mondiale. De 1945 à 1948, il est médecin assistant dans les hôpitaux français des prisonniers de guerre. En 1949, il obtient son doctorat à Tübingen. De 1950 à 1954, il travaille à l'hôpital universitaire pour enfants de Tübingen. Il prend ensuite la direction du département scientifique de Ciba AG à Wehr et devient assistant de recherche à l'Institut d'histoire médicale de l'Université de Fribourg-en-Brisgau. Sa spécialisation n'est pas sans influence de son oncle renommé, l'historien et philologue classique Wolfgang Schadewaldt.
À Fribourg-en-Brisgau, il obtient son habilitation en 1961 pour l'histoire de la médecine. À partir de 1963, il enseigne l'histoire de la médecine à l'Académie médicale de Düsseldorf. De 1965 à 1991, il occupe une chaire à l'Université Heinrich-Heine. Les spécialités de Schadewaldt comprennent l'art et la médecine, la médecine navale et tropicale, les hôpitaux et les épidémies, mais aussi la musicothérapie de la Grèce antique. Certains de ses livres deviennent des ouvrages de référence.
Schadewaldt apparaît régulièrement dans des talk-shows de Jürgen Fliege (de) et dans des programmes de vulgarisation scientifique. Dans de telles productions, il agit également en tant que consultant historique. Il navigue deux fois en tant que médecin de bord sur le Gorch Fock et devient médecin de la flotte de réserve dans la marine allemande. En 1971, il fonde la Société allemande pour la navigation et l'histoire navale (de). Pendant de nombreuses années, il est président de l'Académie des sciences de Rhénanie-Westphalie.

## Honneurs
- Médaille Karl-Sudhoff
- Croix du Mérite 1re classe de la République fédérale d'Allemagne (1984)
- Grande Croix Fédérale du Mérite (1990)
- Insigne d'honneur des forces armées allemandes en or (2003)

## Publications (sélection)
- Kunst und Medizin. 2. Auflage. DuMont Schauberg, Köln 1971  (ISBN 3-7701-0361-0).
- Geschichte des Diabetes mellitus. Springer, Berlin 1975.
- Geschichte der Allergie. 4 Bände. Dustri-Verlag Feistle, München-Deisenhofen 1979/1983.
- Der Medizinmann bei den Naturvölkern. J. Fink Verlag, 1968; Neudruck durch Robugen Arzneimittel GmbH Esslingen (Korodin Herz-Kreislauf-Tropfen).
- Die Anfänge der Immunbiologie: Emil Behrings Serumtherapie. In: Heinz Schott (Hrsg.): Meilensteine der Medizin. Harenberg Verlag, Darmstadt 1996, S. 375–380, 597 f. und 660 f.

## Éditions
- Die Rückkehr der Seuchen. Ist die Medizin machtlos? vgs Verlag, Köln 1994  (ISBN 3-8025-1276-6) (zusammen mit Hermann Feldmeier).
- mit Gert Carstensen (de) und Paul Vogt: Die Chirurgie in der Kunst. Düsseldorf/Wien 1983.
- mit René Dumesnil: Die berühmten Ärzte. 2. Auflage. Köln 1960.